# La Trinité (Alpi Marittime)
La Trinité (in italiano Trinità Vittorio) è un comune francese di 10 276 abitanti, situato nel dipartimento delle Alpi Marittime nella regione della Provenza-Alpi-Costa Azzurra. I suoi abitanti sono chiamati Trinitaires in francese e Trinitari in italiano.

## Geografia fisica
La Trinité sorge lungo la riva sinistra del Paglione, a 7 km a nord-est del centro di Nizza con la quale forma un unico agglomerato urbano.

## Storia
Il territorio ha fatto da sempre parte della Liguria sotto l'Impero Romano, nel Regno longobardo e nel Regnum Italiae formatosi con Carlo Magno.
La località ha sempre seguito le vicende storiche della Contea di Nizza, a partire dal 1388, anno della dedizione di Nizza alla Savoia. La sua importanza crebbe sensibilmente con il completamento della strada reale Nizza-Torino. Così, attorno ad una cappella dedicata alla Santissima Trinità, iniziò a formarsi un nuovo centro abitato. Fu frazione di Eza sino al 30 giugno 1818, quando con R.D. fu eretto comune autonomo. In omaggio al re Vittorio Emanuele I di Savoia fu ribattezzato "Trinità Vittorio". Nel 1860, assieme al resto della contea nizzarda fu annesso alla Francia, in seguito al plebiscito tenutosi nell'aprile dello stesso anno, secondo le clausole del Trattato di Torino fra Vittorio Emanuele II, re di Sardegna e Piemonte e Napoleone III, imperatore dei Francesi. Con il passaggio di sovranità Trinità Vittorio venne francesizzata in La Trinité.
Nella seconda metà del XX secolo, con l'espansione della vicina Nizza La Trinité è stata di fatto assorbita nel tessuto urbano nizzardo diventandone una città satellite.

## Monumenti e luoghi d'interesse
- Chiesa parrocchiale (Église paroissiale) della Santa Trinità, inscritta ai monumenti storici.
- Chiesa di San Grato[non chiaro] (Église Saint-Grat) del 1848, in barocco italiano.
- Parco naturale dipartimentale della "Grande Cornice" (Grande Corniche) di 598 ha, che s'estende dal Monte "Vinaigrier" fino al Monte Battaglia (Mont Bataille): sentiero naturale, sentiero da passeggiata, orrido presso la "Casa della Natura", dove si pratica la speleologia, quadro d'orientamento.
- Forte de "La Drète" (La Dritta).

### Il santuario della Madonna di Laghetto

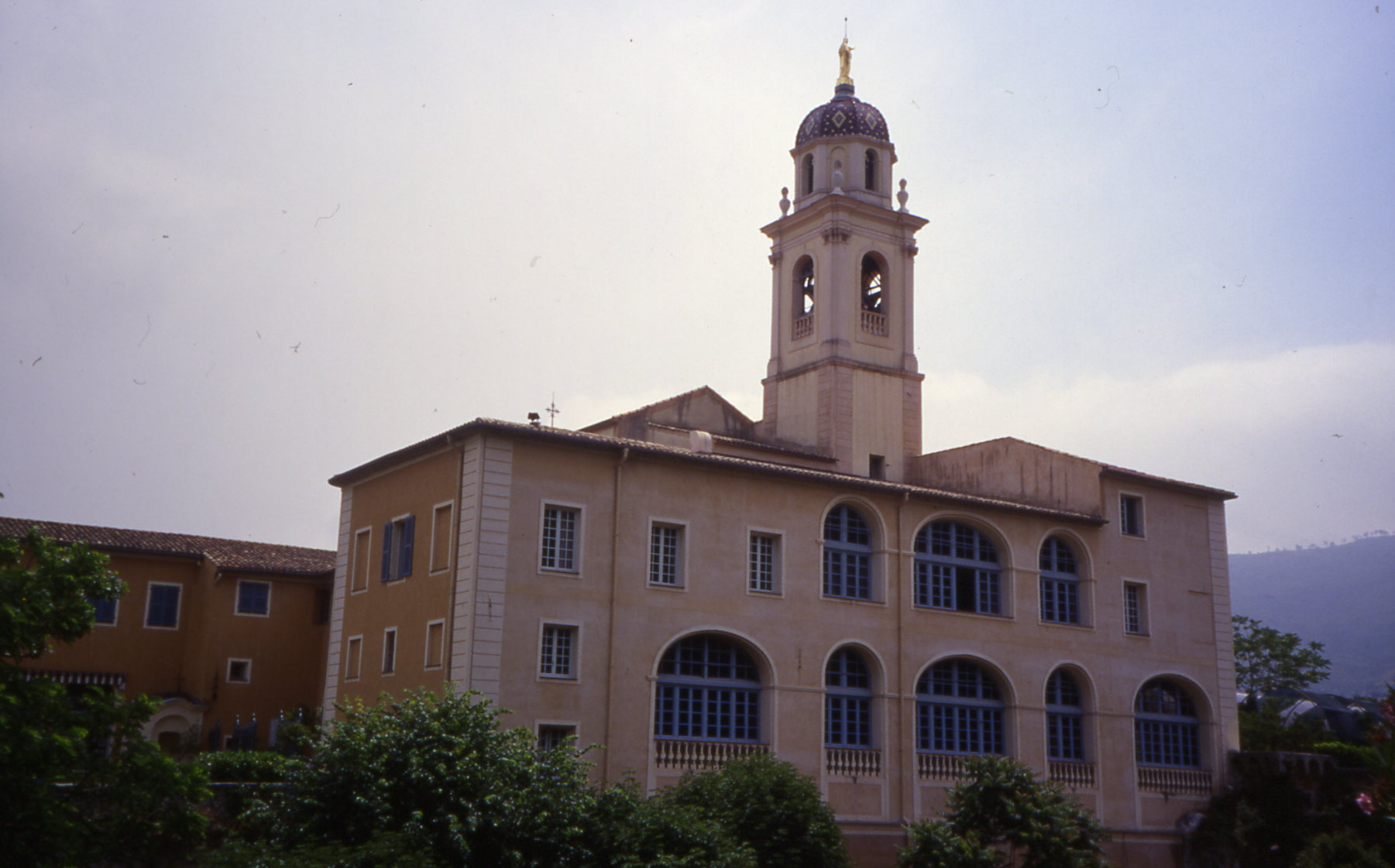
Madonna di Laghetto (Notre-Dame de Laghet) - Veduta del santuario

La Madonna di Laghetto (Notre Dame de Laghet), che si raggiunge attraverso una piccola strada la quale si snoda come un serpente fra gli ulivi, è un monastero che fu costruito nel XVII secolo, in seguito all'apparizione di miracoli in tale luogo.
Una reputazione «miracolosa» che non fece che accrescersi, fino a divenire oggigiorno un centro di pellegrinaggio della Provenza orientale ed anche dell'Italia del nord. Il suo piccolo museo di ex-voto, di cui certuni sono classificati, rappresenta una delle più ricche collezioni di Provenza.

## Società

### Evoluzione demografica
Abitanti censiti

## Cultura

### Eventi
- "Astrorama": animazioni intorno alle stelle ed al cielo.
- Manifestazioni culturali: festa del libro, della gioventù, della musica.
- Esposizioni artigianali.
- Il giovedì dell'ottava del Corpus Domini (Fête-Dieu): processione alle lumache, costume datante dal XIV secolo.
La festa del Corpo del Signore è una delle principali solennità dell'anno liturgico della Chiesa cattolica.
Mentre in Italia si celebra la seconda domenica dopo quella di Pentecoste, nel resto del mondo, come in Francia, si celebra il giovedì successivo alla solennità della Santissima Trinità[6]
- Pellegrinaggi permanenti al Santuario della Madonna di Laghetto, da Pasqua ad Ognissanti, i cui tre principali hanno luogo la domenica della "Festa della Santa Trinità", il 29 giugno ed il 16 luglio.
- A Natale, Veglia e messa provenzale con processione dell'agnello.